# Slipknot (албум)
Slipknot е официалният дебютен албум (Mate.Feed.Kill.Repeat е първи албум, но е издаден от независим лейбъл) на Слипнот, категоризиран от повечето критици като ню метъл. Албумът илиза на 29 юни 1999 г., издаден от Roadrunner Records. Диджипак версията излиза на 7 март 2000 г. последвана от т. нар. „чиста“ версия на албума, в която е премахната всякаква цензура и в допълнение има малка книжка, в която се заявява, че цензурата е „абсолютният фашизъм в Америка“. Диджипакът е преиздаден на 9 август 2000 г. Обложката на албума просто показва групата с маски и в бойлерни костюми. През 2001 г. списание Q magazine определя Slipknot като един от 50-те най-тежки албуми за всички времена.

## Записване на Албума
Албумът е записан от Септември 1998 до Февруари 1999г. във Малибу Калифорния, като той бива записан на 2 части.
От 29 Септември 1998 до 11 Ноември 1998 записват по-голямата част на албума с тогавашния китарист Джош Брейнард, но след завръщането им в Де Мойн около коледа и напускането му се налага да презапишат голяма част от песните с новият им китарист Джим Руут, познат на Кори Тейлър от предишната му група Stone Sour. Презаписването се случва след завръщането им в Калифорния през Февруари 1999, като добавят песента "Purity".
Целият албум бива продуциран и записан с аналогово оборудване а процеса на записване е описан като
"много агресивен и хаотичен".
Продуцент е Рос Робинсън, като албума бива издаден от Roadrunner Records със 2 сингъла - "Wait and Bleed" и "Spit it out"

## Списък на песните
Оригинална версия на албума
- 1 „742617000027“ – 0:36
- 2 „(sic)“ – 3:19
- 3 „Eyeless“ – 3:56
- 4 „Wait and Bleed“ – 2:27
- 5 „Surfacing“ – 3:38
- 6 „Spit It Out“ – 2:39
- 7 „Tattered and Torn“ – 2:53
- 8 „Frail Limb Nursery“ – 2:39
- 9 „Purity“ – 4:14
- 10 „Liberate“ – 3:05
- 11 „Prosthetics“ – 4:58
- 12 „No Life“ – 2:47
- 13 „Diluted – 3:23
- 14 “Only One" – 2:26
- 15 „Scissors“ / „Eeyore“ – 19:18

Преиздадена версия на албума
- 1 „742617000027“ – 0:36
- 2 „(Sic)“ – 3:19
- 3 „Eyeless“ – 3:56
- 4 „Wait and Bleed“ – 2:27
- 5 „Surfacing“ – 3:38
- 6 „Spit It Out“ – 2:39
- 7 „Tattered and Torn“ – 2:53
- 8 „Me Inside“ – 2:39
- 9 „Liberate“ – 3:05
- 10 „Prosthetics“ – 4:58
- 11 „No Life“ – 2:47
- 12 „Diluted“ – 3:23
- 13 „Only One“ – 2:26
- 14 „Scissors“ – 8:25
- 15 „Get This“ – 2:03
- 16 „Interloper (demo)“ – 2:18
- 17 „Despise (demo)“ / „Eeyore“ –

## Факти около албума
- Въпреки че Джеймс Рот и Мик Томпсън са основни китаристи на групата, всички парчета с изключение на „Purity“ са записани с бившия китарист Джош Брейнард.
- Заглавието „742617000027“ идва от UPC на техния първи албум Mate.Feed.Kill.Repeat.
- Песента „Diluted“ е по-тежката версия на песента „Interloper“ (демо), която за първи път се появява в неофициалното демо на групата „Crowz“.
- Във второто парче (Sic), може да се чуе как Ал Пачино (от филма „Пътят на Карлито“) крещи „Here comes the pain!“ (Ето, идва болката!).

## Чарт постижения

### Албум
| Година | Чарт                   | Връхна позиция |
| ------ | ---------------------- | -------------- |
| 1999   | Heatseekers            | 1              |
| 2000   | UK Albums Chart        | 37             |
| 2000   | Билборд                | 51             |
| 2001   | Top Independent Albums | 6              |

### Сингъл
| Година | Сингъл           | Чарт                   | Връхна позиция |
| ------ | ---------------- | ---------------------- | -------------- |
| 2000   | „Wait and Bleed“ | Mainstream Rock Tracks | 34             |